# Funko
Funko Inc. é uma empresa americana que fabrica figuras colecionáveis da cultura pop. A Funko é mais conhecida por produzir pequenas estatuetas de vinil licenciadas e bobbleheads. Além disso, a Funko produz bonecos de pelúcia também licenciados, figuras de ação e itens eletrônicos, como unidades USB, lâmpadas e fones de ouvido.
Fundada em 1998 por Mike Becker, a empresa foi originalmente concebida como um pequeno projeto para criar vários brinquedos de baixa tecnologia e temas nostálgicos. O primeiro bobblehead fabricado pela Funko foi o ícone de publicidade do restaurante Big Boy.
Vendida em 2005, a Funko LLC é agora liderada por Brian Mariotti como CEO. Desde 2005, a empresa aumentou o escopo de suas várias linhas de brinquedos e assinou acordos de licenciamento com empresas como Marvel, DC Comics, WWE, Lucasfilm, Sony Pictures, Paramount Pictures, Nickelodeon, DreamWorks, Hasbro, CBS, Fox, Warner Bros, Disney, HBO, Peanuts, BBC, MLB, NFL, Ubisoft, NBCUniversal, Cartoon Network, Netflix, Mattel, 2K Games, Bethesda Game, Pokémon, Sega, Activision,  Capcom, Five Nights at Freddy's, Jim Henson Company e Sesame Workshop. Os produtos da Funko agora têm distribuição global.

## História
A Funko foi fundada como uma empresa de bobbleheads em 1998 por Mike Becker em sua casa em Snohomish, Washington. Em 2005, Becker vendeu a Funko ao seu atual CEO, Brian Mariotti, que mudou os escritórios para Lynnwood, Washington e expandiu significativamente as linhas de produtos licenciados da empresa. Em 2012, a empresa vendeu mais de US$ 20 milhões em mercadorias.
Em 2016, a Funko anunciou sua intenção de transferir sua sede para o centro de Everett, em Washington. Em 2018 a sede da Funko foi transferida para Everett.
A ACON Investments LLC anunciou no final de 2015 que havia adquirido a Funko, mas que manteria a equipe atual e o diretor da empresa.